# 宮川光治
宮川 光治（みやかわ こうじ、1942年2月28日 - ）は、日本の弁護士、元最高裁判所判事（2008年9月3日 - 2012年2月27日）。元青年法律家協会事務局長。

## 人物
日本占領下の中華民国青島市生まれ。引揚時に北京市から天津市へ逃れる際に、一時は行方不明となるも救出されて日本に帰国した。以後は名古屋市で過ごし、地元の名古屋大学法学部を卒業後、東京で弁護士として活動。
2008年最高裁判所判事に就任。2012年1月16日の君が代不起立訴訟の最高裁判決で、他の4人の裁判官が「学校の規律の見地から重過ぎない範囲での懲戒処分は裁量権の範囲内」などとして戒告処分を容認する中、ただ一人「注意や訓告にとどめるべきだ」と反対意見を述べた。
2012年2月20日の光市母子殺害事件の最高裁判決で、他の裁判官が死刑を支持する中、18歳未満の被告に死刑は科せないと定めた少年法の規定に言及し、「被告人の精神的成熟度が18歳未満だった可能性がある」として、ただ一人「審理を差し戻すべきだ」とする反対意見を述べた。死刑事件で反対意見がつくのは異例の中の異例。

## 経歴
- 1942年、中華民国青島市出身[2]
- 1960年、愛知県立明和高等学校卒業
- 1964年、名古屋大学法学部卒業
- 1966年、名古屋大学大学院法学研究科修士課程修了
- 1968年、司法修習修了
  - 東京弁護士会に所属して、弁護士として活動。司法制度改革等にも取り組み日弁連法務研究財団法科大学院認証評価事業・評価委員会委員などを歴任。
- 1974年、青年法律家協会事務局長
- 2005年11月 - 2007年10月、日本弁護士連合会懲戒委員会委員長
- 2008年9月3日、最高裁判所判事
- 2009年8月30日、第45回総選挙と同時に行われた第21回最高裁判所裁判官国民審査の投票の結果、罷免を可としない（無印）が62,925,016票、罷免を可とする（×印）が4,014,158票となり、信任された。
- 2012年2月27日、定年退官（後任は弁護士の山浦善樹）
- 2012年3月、東京弁護士会弁護士再登録、宮川・末次法律事務所弁護士
- 2013年4月29日、旭日大綬章を受章[3]
- 2013年6月、森ビル株式会社監査役[4]

## 担当審理
- 2012年（平成24年）2月：光市母子殺害事件（裁判官）
  - この裁判において宮川は多数意見の死刑判決に対し、「年齢に比べ精神的成熟度が低く幼い状態だったとうかがわれ、死刑回避の事情に該当し得る」と反対意見を述べた[5]。
- 2011年（平成23年）12月：北九州監禁殺人事件（裁判長）
- 2010年（平成22年）5月：明石花火大会歩道橋事故（裁判長）
- 2009年（平成21年）4月：御殿場事件（陪席裁判官）